# Tenebrincola
Tenebrincola is een geslacht van weekdieren uit de klasse van de Gastropoda (slakken).

## Soorten
- Tenebrincola cukri (Rokop, 1972)
- Tenebrincola frigida Harasewych & Kantor, 1991